# Meridiosignum undulatum
Meridiosignum undulatum is een pissebed uit de familie Paramunnidae. De wetenschappelijke naam van de soort is voor het eerst geldig gepubliceerd in 2009 door Doti & Roccatagliata.